# Lycianthes cladotrichota
Lycianthes cladotrichota là loài thực vật có hoa trong họ Cà. Loài này được (Bitter) Bitter mô tả khoa học đầu tiên năm 1919.